# Charles Kondi Agba
Charles Kondi Agba, né le 26 août 1948 à Kabou et mort le 13 juillet 2022 à Lomé, est un homme politique togolais, membre du gouvernement du Togo de 1999 à 2008. Il a de nouveau servi au sein du gouvernement en tant que ministre de la Santé de 2011 à 2013.

## Biographie

### Jeunesse et études
Charles Kondi Agba est né à Kabou dans la préfecture de Bassar. Il a étudié afin de devenir médecin vétérinaire,. Il a occupé plusieurs fonctions, dont celle d'ambassadeur du Togo au Sénégal, au Cap-Vert, en France et dans l’ordre de Malte. Il est titulaire d'un doctorat en médecine vétérinaire, de l'École inter-États des sciences et médecine vétérinaires de Dakar (EISMV).

### Carrière médicale
Il devient l'une des références en matières d'enseignement de l'anatomie. Il enseigne dans plusieurs pays, parmi lesquels le Sénégal, le Cameroun, le Togo (université de Lomé), la France (Écoles nationales vétérinaires) et la Tunisie.

### Carrière diplomatique
Entre 1990 à 1999, il est ambassadeur du Togo au Sénégal, au Cap-Vert, en France et auprès de l'ordre souverain militaire et hospitalier de Malte, ainsi que représentant permanent auprès de l'UNESCO et de l'Organisation des Nations Unies pour l'alimentation et l'agriculture,.

### Carrière politique
Agba a été nommé au gouvernement en tant que ministre de la Santé en juin 1999. Il est muté au ministère de l'Agriculture et de la Recherche le 5 juillet 2002, puis au poste de ministre de l'Enseignement supérieur et de la Recherche le 29 juillet 2003. Il a également été président de la Commission nationale togolaise pour l'UNESCO. Le 20 juin 2005, Agba est promu ministre d'État chargé de l'Agriculture, de l'Élevage et de la Pêche. Il devient ensuite ministre d'État chargé de la Santé le 20 septembre 2006.
Lors des élections législatives d'octobre 2007, il est le premier candidat sur la liste du Rassemblement du peuple togolais (RPT) à Lomé, la capitale togolaise. Il remporte le dernier des cinq sièges disponibles, devenant ainsi le seul candidat du RPT à être élu dans la commune; il est reconduit au même poste dans le gouvernement qui est formé après ces élections jusqu'au 15 septembre 2008.
Agba a été de nouveau nommé au gouvernement en tant que ministre de la Santé en juin 2011, succédant à Komlan Mally. Il est limogé le 17 septembre 2013.
À compter de 2018, il dirige le mouvement des sages du parti présidentiel.

## Ouvrages
- Kabou, terre de légendes, Imprimerie Paton, 2000, 126 p.
- Le commandant de Cercle à Bassar  (préf. Pierre Alinapo), Éditions Haho, 2002, 198 p.
- Ministre avec Eyadema, Éditions de la rose bleue, 2009, 428 p. (ISBN 9782914567312)

## Décorations
- Commandeur de l'ordre du Mono (2006)[15]